# Rhacophorus bifasciatus
Rhacophorus bifasciatus är en groddjursart som beskrevs av Van Kampen 1923. Rhacophorus bifasciatus ingår i släktet Rhacophorus och familjen trädgrodor. IUCN kategoriserar arten globalt som nära hotad. Inga underarter finns listade i Catalogue of Life.